# Кошаркашка репрезентација Швајцарске
Кошаркашка репрезентација Швајцарске представља Швајцарску на међународним кошаркашким такмичењима.

## Учешћа на међународним такмичењима

### Олимпијске игре
| Година         | Турнир                | Пласман               | ИГ                    | П                     | И                     | ДК                    | ПК                    | Разл.                 |
| -------------- | --------------------- | --------------------- | --------------------- | --------------------- | --------------------- | --------------------- | --------------------- | --------------------- |
| 1936.          | Трећи круг            | 9. место              | 3                     | 2                     | 1                     | 59                    | 57                    | +2                    |
| 1948.          | Први круг             | 21. место             | 8                     | 2                     | 6                     | 211                   | 323                   | -112                  |
| 1952.          | Квалификације         | 17-23. места          | 2                     | 0                     | 2                     | 107                   | 128                   | -21                   |
| 1956. до 2012. | Није се квалификовала | Није се квалификовала | Није се квалификовала | Није се квалификовала | Није се квалификовала | Није се квалификовала | Није се квалификовала | Није се квалификовала |
| Укупно         | 3/18                  |                       | 13                    | 4                     | 9                     | 377                   | 508                   | -131                  |

### Светска првенства
Није учествовала

### Европска првенства
| Година         | Турнир                | Пласман               | ИГ                    | П                     | И                     | ДК                    | ПК                    | Разл.                 |
| -------------- | --------------------- | --------------------- | --------------------- | --------------------- | --------------------- | --------------------- | --------------------- | --------------------- |
| 1935.          | Утакмица за 3. место  | 4. место              | 4                     | 2                     | 2                     | 111                   | 79                    | +32                   |
| 1937. до 1939. | Није се квалификовала | Није се квалификовала | Није се квалификовала | Није се квалификовала | Није се квалификовала | Није се квалификовала | Није се квалификовала | Није се квалификовала |
| 1946.          | Први круг             | 5. место              | 3                     | 2                     | 1                     | 86                    | 68                    | +18                   |
| 1947. до 1949. | Није се квалификовала | Није се квалификовала | Није се квалификовала | Није се квалификовала | Није се квалификовала | Није се квалификовала | Није се квалификовала | Није се квалификовала |
| 1951.          | Први круг             | 13. место             | 9                     | 4                     | 5                     | 436                   | 391                   | +45                   |
| 1953.          | Први круг             | 11. место             | 8                     | 3                     | 5                     | 363                   | 517                   | -154                  |
| 1955.          | Први круг             | 14. место             | 10                    | 5                     | 5                     | 528                   | 546                   | -18                   |
| 1957. до 2015. | Није се квалификовала | Није се квалификовала | Није се квалификовала | Није се квалификовала | Није се квалификовала | Није се квалификовала | Није се квалификовала | Није се квалификовала |
| Укупно         | 5/38                  |                       | 34                    | 16                    | 18                    | 1524                  | 1601                  | -77                   |